# 滨海吕克
滨海吕克（法語：Luc-sur-Mer，法語發音：[lyk syʁ mɛʁ] ⓘ）是法国卡尔瓦多斯省的一个市镇，位于该省北部，大西洋沿岸，属于卡昂区。

## 地理
滨海吕克（49°18'53"N, 0°21'20"W）面积3.64 平方千米，位于法国诺曼底大区卡爾瓦多斯省，该省份为法国西北部沿海省份，北濒大西洋英吉利海峡，东北与滨海塞纳省以海上边界相接，东临厄尔省，南至奧恩省，西与芒什省接壤。
与滨海吕克接壤的市镇（或旧市镇、城区）包括：克雷斯龙、杜夫尔-拉代利夫朗德、滨海朗格吕讷、滨海利翁。

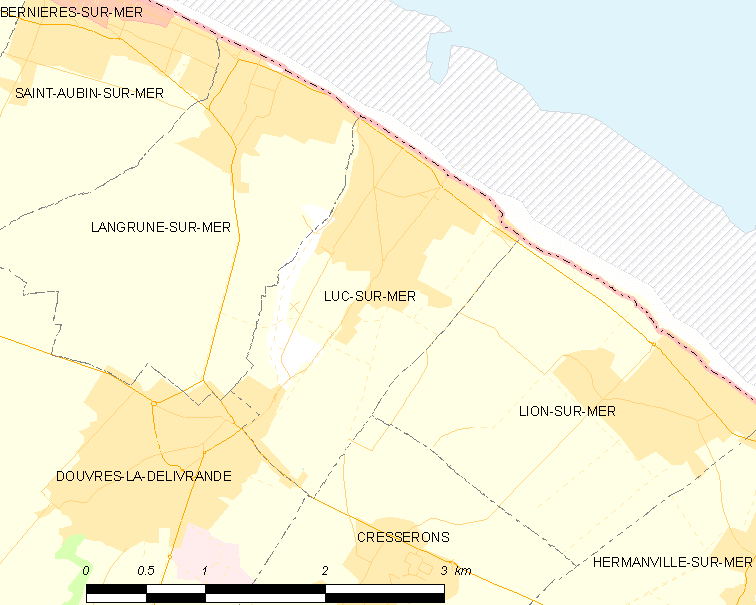
滨海吕克的OSM定位图

滨海吕克的时区为UTC+01:00、UTC+02:00（夏令时）。

## 行政
滨海吕克的邮政编码为14530，INSEE市镇编码为14384。

## 政治
滨海吕克所属的省级选区为滨海库尔瑟勒县。

## 人口

1962-2008年间滨海吕克人口变化图示

滨海吕克于2022年1月1日时的人口数量为3295人。